# Mont Tartas
Pour les articles homonymes, voir Tartas (homonymie).
Le mont Tartas est un sommet d'origine volcanique culminant à 1 349 m d'altitude dans le département français de la Haute-Loire.

## Toponymie
Tartas (1267), Tartassium (1282).
Le mont Tartas tiendrait son toponyme d'un roi ligure appelé « Tartassius » ou de l'occitan tar (pierre, rocher) et -atiu, désignant ainsi une montagne ou un lieu rocheux, selon le linguiste Charles Rostaing,.

## Géographie
Le mont Tartas est situé dans le massif du Devès, au sein du Massif central. C'est le point culminant des communes de Saint-Arcons-de-Barges et de Saint-Paul-de-Tartas. 